# Lluïsa de Borja i d’Aragó
Lluïsa de Borja i d’Aragó   (Gandia, 1512 - Saragossa, 1560) va ser una noble i poetessa aragonesa d'origen valencià.
Germana de Francesc de Borja, va ser molt coneguda per la seva religiositat, i se la va conèixer amb el sobrenom de la Santa Duquessa. Va passar la seva infància a Saragossa fins que el 1541 va casar-se amb Martí I de Ribagorça i va traslladar-se a viure a Pedrola.
Va ser Comtessa de Ribagorça (1547) i duquessa de Vilafermosa (1558). El 1547 va afavorir que la Companyia de Jesús s'instal·lés a Saragossa i posteriorment va acollir-los al seu palau.
Entre 1554 i 1559 va fer-se càrrec de les propietats familiars quan el seu marit va acompanyar a Felip II de Castella a Anglaterra per casar-se amb Maria I d'Anglaterra i posteriorment a Flandes a la Batalla de Sant Quintí.
Va escriure dues Oraciones i una Paráfrasis del Cántico del Magníficat.